# Paulo Gomes (football, 1975)
Pour les articles homonymes, voir Paulo Gomes.
Paulo Gomes, de son nom complet Paulo Jorge de Sousa Gomes, est un footballeur portugais né le 4 mars 1975 à Viseu. Il évoluait au poste de milieu défensif reconverti entraîneur.

## Biographie
Paulo Gomes joue principalement en faveur du Vitória Guimarães puis de l'União Leiria, club où il reste 5 saisons.
Au total, il dispute 189 matchs et inscrit 2 buts en 1re division portugaise. Il joue également 4 matchs en Coupe de l'UEFA.

## Statistiques
- 4 matchs et 0 but en Coupe de l'UEFA
- 189 matchs et 2 buts en 1re division portugaise
- 21 matchs et 0 but en 2e division portugaise
- 65 matchs et 1 but en 3e division portugaise
- 17 matchs et 0 but en 1re division chypriote